# Гулиев, Фирудин
Фирудин Гулиев (азерб. Firudin Quliyev) — азербайджанский тяжелоатлет, чемпион Европы среди юниоров. Лучший спортивный деятель 2013 года.

## Карьера

### Юниорские турниры
На чемпионате Европы среди юниоров, проходившем в 2011 году в Бухаресте, Гулиев занял третье место с общим результатом 303 кг. А уже на следующем первенстве континента, прошедшем в 2012 году в Эйлате (Израиль) — первое. В общем на этом турнире Гулиев поднял 316 кг (136 кг в рывке+180 кг в толчке). Помимо этого, в активе Гулиева была малая золотая медаль в толчке.
В 2013 году на чемпионате мира среди юниоров, который проходил в столице Перу, в городе Лима, Гулиев с общим результатом 308 кг взял бронзовую медаль.

### Универсиада 2013
На Универсиаде 2013, проходившей в Казани, в соревнованиях по тяжёлой атлетике в весовой категории до 69 кг Гулиев в рывке показал лишь третий результат, подняв 142 кг, но в толчке он стал первым. Так, в первом подходе он толкнул 175 кг, во втором — 181 кг, установив рекорд Универсиады и в упражнении, и в сумме — 323 кг. В третьем подходе в толчке Фирудин Гулиев пошёл на мировой рекорд, но штангу весом 191 кг толкнуть не смог.
После победы в беседе с пресс-службой Министерства молодежи и спорта Азербайджана Гулиев заявил:
Не думал, что смогу выиграть золотую медаль… Естественно, в Казань я ехал с надеждой завоевать награду, но не думал, что стану победителем. Но по ходу турнира почувствовал, что смогу поднимать более тяжелые веса по сравнению с конкурентами и могу добиться успеха. Так оно и получилось.
Также Гулиев сказал агентству «Р-Спорт»:
Я просто счастлив этой медали. Результат не самый высокий для меня. В толчке я поднимал и 190 кг, поэтому очень хотел повторить этот результат на Универсиаде, но, к сожалению, не получилось. Немножко расстроен, но в целом доволен. Я учусь на втором курсе, у меня все еще впереди. Это Универсиада, как Олимпийские игры для меня, очень серьезный ответственный старт. Уже сейчас я начинаю готовиться к Олимпиаде в Рио.

### Чемпионат мира 2013
23 октября 2013 года Фирудин Гулиев принял участие на чемпионате мира, проходившем в польском Вроцлаве. Рывок у спортсмена оказался неудачным — он поднял лишь 143 кг и обосновался на восьмом месте. Чтобы претендовать на медали, Фирудину Гулиеву надо было рисковать и фактически менять всю турнирную стратегию. В двух последних попытках Гулиев заказал 194 кг, что являлся мировым рекордом в толчке. Гулиев смог осилить вес и поднялся на третье место, завоевав также малую серебряную медаль в этом виде программы. Кроме этого, Гулиев с этим результатом удерживает юниорский мировой рекорд в толчке.

### Допинг
19 июня 2013 года Фирудин Гулиев был дисквалифицирован на 2 года и лишен бронзы чемпионата мира в Вроцлаве и золота Универсиады 2013 после того, как допинг-тест спортсмена дал положительный результат на дегидрометилтестостерон и оксандролон.
21 декабря 2015 года спортсмен повторно дисквалифицирован на 8 лет после того, как новый допинг-тест дал положительный результат на нандролон.